# Villa de la Quebrada
Villa de la Quebrada es una localidad del departamento Belgrano, en la provincia de San Luis, Argentina.

## Geografía
El clima es templado y seco, con muy poco viento (350 días al año sin viento).

### Ubicación
Se ubica 38 km al norte de la ciudad de San Luis, al pie del cerro Tinaja. Se accede a través de la ruta nacional 146 o por ruta provincial 3.

### Población
Contó con 523 habitantes (Indec, 2010), lo que representó un incremento del 30 % frente a los 400 habitantes (Indec, 2001) del censo anterior.
Según el censo 2022 la población total de la Comisión municipal fue de 1184 personas. En tanto, el número de viviendas registradas fue de 689.
| Gráfica de evolución demográfica de Villa de la Quebrada entre 1947 y 2022 |
|                                                                            |
| Fuente: Censos nacionales del INDEC                                        |

## Turismo
Es reconocida por su celebración anual de la aparición del Santo de la Quebrada.
Tiene una de las obras de arte en mármol de Carrara (Italia) más importante de Sudamérica, con 62 esculturas en 14 grupos que representan las estaciones del Vía Crucis de Jesús. Las estatuas, a escala muy próxima a la medida natural de los personajes, fueron esculpidas en Pietrasanta por Nicolás Arrighini entre 1949 y 1951 y emplazadas en un cerro en 1952.
Es posible alojarse en una pequeña hostería, así como practicar turismo de aventura por la sierra de San Luis. El plato típico de la zona es el chivito con chanfaina.

## Parroquias de la Iglesia católica en Villa de la Quebrada
| Diócesis  | San Luis                    |
| --------- | --------------------------- |
| Parroquia | Santo Cristo de la Quebrada |